# Bulharská fotbalová reprezentace
Bulharská fotbalová reprezentace reprezentuje Bulharsko na mezinárodních fotbalových akcích, jako je mistrovství světa nebo mistrovství Evropy. Domovským stadionem je národní stadion Vasil Levski v Sofii. V současnosti tým trénuje Ivaylo Petev. Nejlepší výsledek dosáhli bulharští fotbalisté v roce 1994, když skončili čtvrtí na mistrovství světa ve fotbale ve Spojených státech, když ve čtvrtfinále překvapivě vyřadili Německo. Bulharsko má bronzovou medaili z olympijských her 1956 v Melbourne, a stříbrnou z olympijských her 1968 v Mexiku.

## Mistrovství světa
Seznam zápasů bulharské fotbalové reprezentace na MS
| Rok    | Účast                                           | Z  | V | R | P  | BV | BO |
| ------ | ----------------------------------------------- | -- | - | - | -- | -- | -- |
| 1930   | Ne                                              | -  | - | - | -  | -  | -  |
| 1934   | Nepostoupili z kvalifikace                      | -  | - | - | -  | -  | -  |
| 1938   | Nepostoupili z kvalifikace                      | -  | - | - | -  | -  | -  |
| 1950   | Nepostoupili z kvalifikace                      | -  | - | - | -  | -  | -  |
| 1954   | Nepostoupili z kvalifikace                      | -  | - | - | -  | -  | -  |
| 1958   | Nepostoupili z kvalifikace                      | -  | - | - | -  | -  | -  |
| 1962   | 1. kolo Soupiska                                | 3  | 0 | 1 | 2  | 1  | 7  |
| 1966   | 1. kolo Soupiska                                | 3  | 0 | 0 | 3  | 1  | 8  |
| 1970   | 1. kolo Soupiska                                | 3  | 0 | 1 | 2  | 5  | 9  |
| 1974   | 1. kolo Soupiska                                | 3  | 0 | 2 | 1  | 2  | 5  |
| 1978   | Nepostoupili z kvalifikace                      | -  | - | - | -  | -  | -  |
| 1982   | Nepostoupili z kvalifikace                      | -  | - | - | -  | -  | -  |
| 1986   | Vyřazení v osmifinále Mexikem Soupiska          | 4  | 0 | 2 | 2  | 2  | 6  |
| 1990   | Nepostoupili z kvalifikace                      | -  | - | - | -  | -  | -  |
| 1994   | Prohra v zápase o bronz s Švédskem Soupiska     | 7  | 3 | 1 | 3  | 10 | 11 |
| 1998   | 1. kolo Soupiska                                | 3  | 0 | 1 | 2  | 1  | 7  |
| 2002   | Nepostoupili z kvalifikace                      | -  | - | - | -  | -  | -  |
| 2006   | Nepostoupili z kvalifikace                      | -  | - | - | -  | -  | -  |
| 2010   | Nepostoupili z kvalifikace                      | -  | - | - | -  | -  | -  |
| 2014   | Nepostoupili z kvalifikace                      | -  | - | - | -  | -  | -  |
| 2018   | Nepostoupili z kvalifikace                      | -  | - | - | -  | -  | -  |
| 2022   | Nepostoupili z kvalifikace                      |    |   |   |    |    |    |
| 2026   |                                                 |    |   |   |    |    |    |
| Celkem | účast – 7× zlato – 0×, stříbro – 0×, bronz – 0× | 26 | 3 | 8 | 15 | 22 | 53 |

## Mistrovství Evropy
Seznam zápasů bulharské fotbalové reprezentace na Mistrovství Evropy
| Rok     | Účast                                           | Soupisky |
| ------- | ----------------------------------------------- | -------- |
| 1960    | Nepostoupili z kvalifikace                      | –        |
| 1964    | Nepostoupili z kvalifikace                      | –        |
| 1968    | Nepostoupili z kvalifikace                      | –        |
| 1972    | Nepostoupili z kvalifikace                      | –        |
| 1976    | Nepostoupili z kvalifikace                      | –        |
| 1980    | Nepostoupili z kvalifikace                      | –        |
| 1984    | Nepostoupili z kvalifikace                      | –        |
| 1988    | Nepostoupili z kvalifikace                      | –        |
| 1992    | Nepostoupili z kvalifikace                      | –        |
| 1996    | 1. kolo                                         | Soupiska |
| 2000    | Nepostoupili z kvalifikace                      | –        |
| 2004    | 1. kolo                                         | Soupiska |
| 2008    | Nepostoupili z kvalifikace                      | –        |
| 2012    | Nepostoupili z kvalifikace                      | –        |
| 2016    | Nepostoupili z kvalifikace                      | –        |
| ME 2020 | Nepostoupili z kvalifikace                      | –        |
| 2024    | Nepostoupili z kvalifikace                      | –        |
| Celkem  | účast – 2× zlato – 0×, stříbro – 0×, bronz – 0× |          |

## Hráči s největším počtem reprezentačních startů
Zdroj:, stav k 12. červnu 2015.
| Pořadí | Jméno              | Starty |
| ------ | ------------------ | ------ |
| 1.     | Stilijan Petrov    | 106    |
| 2.     | Borislav Michajlov | 102    |
| 3.     | Christo Bonev      | 96     |
| 4.     | Krasimir Balakov   | 92     |
| 5.     | Dimitar Penev      | 90     |
|        | Martin Petrov      | 90     |
| 7.     | Radostin Kišišev   | 83     |
|        | Christo Stoičkov   | 83     |
| 9.     | Zlatko Jankov      | 80     |
| 10.    | Ajan Sadkov        | 79     |
|        | Nasko Sirakov      | 79     |

## Nejlepší reprezentační střelci
Zdroj:, stav k 12. červnu 2015.
| Pořadí | Jméno             | Góly |
| ------ | ----------------- | ---- |
| 1.     | Dimitar Berbatov  | 48   |
|        | Christo Bonev     | 48   |
| 3.     | Christo Stoičkov  | 37   |
| 4.     | Emil Kostadinov   | 26   |
| 5.     | Petar Žekov       | 25   |
|        | Ivan Kolev        | 25   |
| 7.     | Atanas Michajlov  | 23   |
|        | Nasko Sirakov     | 23   |
| 9.     | Dimitar Milanov   | 20   |
|        | Martin Petrov     | 20   |
| 11.    | Georgi Asparuchov | 19   |
|        | Dinko Dermendžiev | 19   |

## Další slavní reprezentanti
- Nikola Kotkov
- Dimitar Jakimov
- Georgi Sokolov
- Trifon Ivanov
- Zlatko Jankov
- Jordan Lečkov
- Georgi Dimitrov